# Formella lagkraftens princip
Formella lagkraftens princip innebär att lag endast får ändras eller upphävs genom lag. Principen finns uttryckt i  8 kap 18 § regeringsformen och är en viktig komponent i det som gör att rättsreglerna befinner sig i ett hierarkiskt förhållande till varandra. Eftersom lag inte kan ändras genom förordning eller annan lägre föreskrift kan sägas att lagar är överordnade dessa. En konsekvens av denna princip t.ex. att en förordning med ett innehåll som strider mot en lag inte kan tillämpas. Av regeln följer även att grundlag endast kan ändras genom grundlag, med de övriga krav som 8 kap 14-17 §§ ställer. Att lag kan ändra eller upphäva förordning anses följa av RF 8 kap 18 § 